# Conservatorul din Viena
Universitatea de Muzică și Arta Spectacolului din Viena (în germană Universität für Musik und darstellende Kunst Wien) este o universitate din Viena, înființată în 1817.
Astăzi, cu un corp de studenți de peste trei mii, este cea mai mare instituție de acest fel din Austria și una din cele mai mari din lume.

## Istoric
În 1817 a fost înființată de Societatea pentru prietenii muzicii. A avut mai multe nume: Conservatorul de la Viena, Academia de la Viena și în 1909 a fost naționalizat drept Academia Imperială de Muzică și Arte Performante. În 1998 Universitatea și-a asumat numele actual pentru a reflecta statutul său de universitate, atins într-o largă reformă din 1970 pentru Academiile de Arte din Austria. În 2019 Universität für Musik und Darstellende Kunst Wien (MDW) a fost numită una dintre „cele mai bune școli de artă performantă din lume” de revista CEOWORLD. 
Cu un corp de studenți de peste 3000, Universitatea pentru muzică și Darstellende Kunst Wien (MDW) este una din cele mai mari universități de artă din lume. Universitatea este formată din 24 de departamente, printre care Seminarul Max Reinhardt, Academia de Film de la Viena și Wiener Klangstil.

## Structura
Facilitățile MDW includ Teatrul Palatului Schönbrunn, Sala Antonio Vivaldi, Conventul Salesian, Biserica Sf. Ursula, Lothringerstrasse (Camera Franz Liszt) și Anton Von Webern Platz (campusul principal al universității). Studiourile de film moderne au fost finalizate în campusul universității în 2004, oferind echipamente moderne ale Academiei de Film de la Viena.
Universitatea organizează în jur de 10 concursuri, inclusiv Concursul internațional de pian Beethoven. Prezintă, de asemenea, un festival de film al elevilor apreciat la fiecare doi ani.
MDW poate fi considerat o instituție „hrănitoare” pentru toate orchestrele majore din Austria, cu o asociere specială cu Orchestra Filarmonică din Viena.
Apelurile la un conservator de muzică din Viena au început în 1808. În 1811 a fost publicat un „schit pentru o instituție de învățământ muzical” pentru Viena. Un an mai târziu s-a constituit Societatea pentru Prietenii Muzicii, cu scopul principal de a înființa un conservator. Conservatorul de la Viena a fost fondat în 1817. Acesta a fost conceput pentru a fi modelat în Conservatorul de la Paris, dar, din lipsă de fonduri, a început doar ca școală de canto. Antonio Salieri a fost primul director al Conservatorului. În 1819, l-a angajat pe violonistul Joseph Böhm, iar până în 1827 a oferit cursuri în majoritatea instrumentelor orchestrale.
Finanțele Conservatorului erau foarte instabile. Taxele de școlarizare au fost introduse în 1829, dar până în 1837 instituția a fost falimentată. În cele din urmă, statul a finanțat Conservatorul din 1841 până în 1844 și din 1846 până în 1848. În 1848, tulburările politice au determinat statul să întrerupă finanțarea, iar Conservatorul nu a mai oferit cursuri până în 1851. Cu sprijinul statului și al orașului, finanțele s-au stabilizat din nou după 1851. În pofida creșterii subvențiilor de la stat, Societatea pentru prietenii muzicii, care a fondat Conservatorul, a rămas sub controlul instituției. Cu toate acestea, printr-o rezoluție imperială de la 1 ianuarie 1909, școala a fost naționalizată și a devenit Academia Imperială de Muzică și Arte Performante (k.k. Akademie für Musik und darstellende Kunst). (Până atunci numele său era Konservatorium der Gesellschaft der Musikfreunde.)
Până în 1844, când Gottfried Preyer, profesor de armonie și compoziție a devenit director, directorul Conservatorului nu a fost membru al facultății, ci membru al Societății pentru Prietenii Muzicii. Joseph Hellmesberger, Sr. a fost director între 1851 și 1893.
Din 1907 Wilhelm Bopp fusese directorul Conservatorului. Conservatorul a fost încă dominat de bătrânii Robert Fuchs și Hermann Grädener, ambii, dar mai ales Fuchs, Bopp considerați a fi anacronici și lipsiți de atingere. În 1912, încercarea de întinerire a Conservatorului Bopp a oferit funcții didactice lui Franz Schreker și Arnold Schoenberg. Schoenberg a refuzat oferta, dar Schreker a acceptat-o. Sarcinile sale didactice au fost îndeplinite cu mare succes, iar până în ianuarie 1913 i-a fost acordat un cadru didactic complet. 
Bopp a fost instrumentar și în naționalizarea din 1909 a Conservatorului. Administrația Academiei era acum atribuită unui președinte numit de stat, unui director artistic și unui consiliu de administrație.
După încheierea Primului Război Mondial, Academia de Stat a fost din nou reorganizată. Președintele Karl Ritter von Wiener și-a dat demisia, iar dirijorul Ferdinand Löwe a fost ales director de către profesori. În 1922, Joseph Marx a preluat. El dorea ca Academiei să i se acorde statutul de Universitate.
După Anschluss, mulți profesori și studenți au fost destituiți din motive rasiale. În 1941, Academia a devenit Universitatea Reich (Reichshochschule). După al Doilea Război Mondial, instituția a devenit din nou Academie de Stat. În procesul de denazificare, cincizeci și nouă de profesori au fost destituiți; până în noiembrie 1945, șaisprezece erau reîncadrați. Doar cinci dintre cadrele didactice demise în 1938 au fost reîncadrate.
Prin legile introduse în 1948 și 1949 instituția a primit statutul de „Academie de artă”. În 1970, „Legea privind organizarea colegiilor de artă” a dat efectiv tuturor universităților de artă statutul, iar în 1998 titlul de „Academie de artă” a fost schimbat în „Universitatea de artă”.
Institut für Komposition, Elektroakustik und TonmeisterInnen-Ausbildung aka ELAK face parte din MDW și se concentrează pe muzică electroacustică, improvizație, compunere de muzică contemporană, artă sonoră.